# Kary Banks Mullis
Kary Banks Mullis (Lenoir, Észak-Karolina, 1944. december 28. – Newport Beach, Kalifornia, 2019. augusztus 7.) amerikai vegyész, a polimeráz-láncreakció felfedezője (1983 december). Találmányáért 1993-ban megkapta a kémiai Nobel-díjat.

## Élete, pályafutása
1944. december 28-án született az Észak-Karolina állambeli Lenoirban. 1966-ban kapott vegyészmérnök diplomát Georgiai Műszaki Egyetemen (Georgia Institute of Technology). A Ph.D. fokozatot Kaliforniában, a Berkeley Egyetemen szerezte meg 1972-ben; itt 1973-ig oktatott is (ugyancsak biokémiát). Ezután a Kansasi Egyetem orvosi fakultásán (University of Kansas Medical School) vett részt egy gyermekgyógyászati kardiológia posztdoktori kurzuson. 1977-ben kezdte meg kétéves posztdoktori gyakorlatát gyógyszervegyészként San Franciscóban, a Kaliforniai Egyetemen (University of California, San Francisco).
1979-től hét évig a kaliforniai Emeryville-ben, a Cetus Corporation alkalmazásában dolgozott, mint DNS-vegyész. Ez idő alatt az oligonukleotid-szintézis tökéletesítésén fáradozott, és felfedezte a polimeráz-láncreakciót, ami a 20. század egyik legfontosabb tudományos felfedezésének bizonyult.
1986-tól San Diegóban dolgozott, mint a Xytronyx Inc. molekuláris biológiai részlegének igazgatója. Itt főképp a DNS-technológiákat és a fotokémiai reakciókat tanulmányozta. 1987-től számos, a biotechnológiában érdekelt nagyvállalat hívta meg tudományos tanácsadójának. Haláláig az Oaklandi Gyermekkórház és Kutatóintézet tudományos tanácsadója.
Számos biotechnológiai és fotokémiai szabadalom tulajdonosa. Önéletrajzi könyvét 1998-ban jelentette meg.
Feleségével, Nancy Cosgrove Mullis-szal Kaliforniában élt.

## Elismerései
1993-ban nemcsak a kémiai Nobel-díjat kapta meg, hanem a Japán Díjat is – ezt ugyancsak a PCR felfedezéséért.